# A51 (Zwitserland)
De A51 in Zwitserland, ook wel Flughafenautobahn genoemd, is een autosnelweg die loopt vanaf Bülach via de luchthaven Kloten naar Zürich. De snelweg is een belangrijke verbinding tussen de stad en de luchthaven Zürich en is op dit traject onderdeel van de Nationalstrasse 11 (N11). Al het verkeer dat van en naar de luchthaven moet, maakt van deze weg gebruik. Ten noorden van Kloten-Zuid is de snelweg in het beheer van het kanton.
Het kantonale richtplan van Zürich heeft een nieuw knooppunt met de A50 ten noorden van Bülach gepland. Beide snelwegen zijn op dit moment nog via hoofdwegen en de Chrüzstrass rotonde met elkaar verbonden, hetgeen tijdens de spitsuren regelmatig voor verkeersproblemen zorgt.